# شجاع وسكر
شجاع وسكر مسلسل أنمي ياباني عرض لأول مره في 15 أكتوبر 1986 واستمر عرضه حتى 4 أكتوبر 1987 تمت دبلجة المسلسل للغة العربية .

## روابط خارجية
- شجاع وسكر على موقع IMDb (الإنجليزية)
- شجاع وسكر على موقع قاعدة بيانات الفيلم (الإنجليزية)
- شجاع وسكر على موقع ANN anime (الإنجليزية)